# 具志堅用高記念館
具志堅用高記念館（ぐしけんようこうきねんかん）は、沖縄県石垣市にある元プロボクサー・具志堅用高を記念する博物館である。

## 概要
石垣市出身でWBA世界ジュニアフライ級王座13度防衛の世界記録（当時）を樹立した具志堅用高の足跡を残すため、引退後に開館した。2015年6月28日に館内の展示をリニューアルした。
開設から30年近く実父である具志堅用敬が館長を務めていたが、その後は姉である宮里圭子により運営されている。

## 館内の主な展示物
主な展示スペースは2階にあり、1階には各種賞状、写真、新聞の切り抜き、トロフィーなどの展示のほか、各種グッズを取り揃えた売店コーナーがある。
- リング
- サンドバッグ
- チャンピオンベルト
- V13達成記念グローブ
- 石垣市名誉市民第1号トロフィー
- モニター（現役時代の試合の模様が流される）[4][5]

## 入館料
- 大人400円
- 小人200円

## 開館時間
- 9:00-17:00

## アクセス
- 石垣港離島ターミナルから車で8分[4]。